# Rüdiger Finsterwalder
Rüdiger Finsterwalder (* 16. Juli 1930 in Deggendorf) ist emeritierter Ordinarius für Kartografie an der TU München.
Geboren im niederbayrischen Deggendorf, besuchte er das Gymnasium in Rosenheim und studierte 1950 bis 1954 Ingenieurwissenschaften an der Technischen Hochschule München. Durch eine in der Familie liegende "Tradition" interessierte ihn besonders das Bauingenieur- und Vermessungswesen: Sein Großonkel Prof. Sebastian Finsterwalder war um die Jahrhundertwende Mathematiker an der TH München und entwickelte für die Gelände-Erfassung im Hochgebirge die sog. terrestrische Photogrammetrie. Auch dessen Söhne, Rüdigers Onkel Ulrich Finsterwalder (Bauingenieur) und Richard Finsterwalder (Geodät) sind bis heute in der Fachwelt bekannt.
Zunächst brachten ihn die Arbeiten seines Onkels Richard F. mit der Erstellung von Landkarten in Berührung. Als Referendar im Bayerischen Vermessungsdienst legte er dann 1957 die Große Staatsprüfung für den höheren technischen Dienst ab und wurde dann wissenschaftlicher Assistent am Institut für Photogrammetrie, Topographie und Allgemeine Kartographie. Er promovierte 1961 mit einer Dissertation über Affine fotografischer Auswertungen; bereits 1967 folgte seine Habilitation für Photogrammetrie und Kartographie.
Nach Bewährung in der Leitung der kartographischen Abteilung wurde Finsterwalder 1973 zum außerplanmäßigen Professor ernannt. Als das Institut 1976 geteilt wurde, übernahm er den Lehrstuhl für Kartographie und Reproduktionstechnik. Um diese Zeit trat er auch in die Kommission für Glaziologie bei der Bayerischen Akademie der Wissenschaften ein und wurde 1977 in die Deutsche Geodätische Kommission gewählt.
Ein bedeutendes Arbeitsgebiet Finsterwalders war die Alpenvereins-Kartografie. Im Jahr 1967 wählte ihn der DAV zum Referenten für sein hochqualitatives Kartenwesen, und 1972–75 gab er dessen "Mitteilungen des Deutschen Alpenvereins" heraus. Als prominentes Mitglied der Arbeitsgemeinschaft für vergleichende Hochgebirgsforschung leitet Finsterwalder seit 1972 die Neuherstellung vieler Hochgebirgskarten und stellte seine Technologie auch einem Nachfolgeinstitut in Nepal zur Verfügung.
Für die Himalaya-Länder und manche Expeditionskreise wurde sein mit Erwin Schneider entstandenes großmaßstäbiges Kartenwerk von Ostnepal besonders wichtig: Experten halten seine Abbildungsweise als weltweit unübertroffen für solche extremen Hochgebirgslandschaften.
Neben den zahlreichen Karten publizierte Rüdiger Finsterwalder etwa 120 Fachartikel. Ihre Themen reichen von mathematischen Grundlagen zu verschiedenen Anwendungen der Photogrammetrie und Topografie oder von der historischen Kartografie bis zu ökonomischer Vermessung von süddeutschen und österreichischen Gletschern. Als begeisterter Bergsteiger legte er spezielle Betonung auf eine optimale Geländedarstellung und Felszeichnung in hochalpinen Regionen – von Südamerikas Cordillera Real über die Alpen bis zum Himalaya. Auch im hohen Alter zeigt er eine gute Kondition und weites wissenschaftliches Interesse, wie anlässlich des Kolloquiums zu seinem 70. Geburtstag (2000) festgestellt wurde.